# Blountstown
Blountstown – miasto w Stanach Zjednoczonych, w stanie Floryda, siedziba administracyjna hrabstwa Calhoun.